# Tricladiospora stricta
Tricladiospora stricta är en svampart som beskrevs av Nawawi & Kuthub. 1988. Tricladiospora stricta ingår i släktet Tricladiospora, divisionen sporsäcksvampar och riket svampar.   Inga underarter finns listade i Catalogue of Life.